# Амадок I
Вижте пояснителната страница за други личности с името Амадок.
Аматок I (Аматок, Амадок, Медок; на латински: Amadocus I, на гръцки: Ἀμάδοκος) е тракийски владетел на одрисите от първата половина на 5 век пр.н.е., през 410 – 390 пр.н.е. Появата му на политическата сцена се отнася към 407 пр.н.е. Родословието му е неизвестно.
Аматок е наречен от Ксенофонт в „Анабазис“ „Горен цар“; „сегашният цар“, „цар на одрисите“, а Исократ го определя като „стария“. По време на своето управление Аматок успява да запази стабилността и авторитета на Одриската държава; води дипломатична политика. Сече сребърни и бронзови монети в монетарницата в Маронея. Част от заслугите му са свързани с подобряването на отношенията с Атина посредством установяването на приятелски отношения с Алкивиад и задълбочаване на сътрудничеството между двете страни.
Първоначално Аматок покровителства сина на своя парадинаст Месад – Севт, но впоследствие влиза в конфликт с него. Отношенията между двамата се изострят. Причина за това се оказва разминаването в политическите интереси и нарасналият стремеж на съуправителя за самостоятелно управление. Аматок се опитва да наблюдава и контролира действията на Севт, но впоследствие парадинастът се оказва в основата на заговор срещу владетеля. При така създалата се обстановка Атина поставя задачата на Тразибул да нормализира отношенията между династиите. Стига се до установяването на дипломатични отношения между Аматок и Тразибул. Аматок е признат за законен владетел на държавата, като е признато върховенството му.